# Thérèse Raquin (film, 1928)
Pour les articles homonymes, voir Thérèse Raquin (homonymie).
Thérèse Raquin (titre original ... du sollst nicht ehebrechen!) est un film muet franco-allemand de Jacques Feyder, d'après le roman éponyme d'Émile Zola, sorti en 1928. Il est maintenant considéré comme un film perdu.

## Fiche technique
- Titre français : Thérèse Raquin
- Titre allemand : Du sollst nicht ehebrechen!
- Réalisation : Jacques Feyder
- Société de production : Deutsche Film Union
- Pays de production :  France,  Allemagne
- Décors : André Andrejew
- Format : muet  - noir et blanc - 1,33:1
- Genre : drame
- Année de sortie : 1928

## Distribution
- Gina Manès - Thérèse Raquin
- Hans Adalbert Schlettow - Laurent
- Jeanne Marie-Laurent - Madame Raquin
- Wolfgang Zilzer - Camille Raquin
- La Jana - Susanne Michaud
- Paul Henckels - Grivet
- Charles Barrois - Michaud
- Peter C. Leska - Rolin